# Ian Lockhart
Pour les articles homonymes, voir Lockhart.
Ian Lockhart, né le 25 juin 1967 à Nassau, aux Bahamas, est un joueur bahaméen de basket-ball, évoluant au poste d'ailier fort.